# 시티즌포
《시티즌포》(영어: Citizenfour)는 2014년 공개된 미국의 다큐멘터리 영화이다.

## 출연진
- 에드워드 스노든
- 글렌 그린월드
- 로라 포이트러스
- 유언 매캐스킬
- 제이컵 애플바움
- 윌리엄 비니
- 줄리언 어산지
- 러다 레빈슨
- 제러미 스케이힐
- 세라 해리슨